# Council of Fashion Designers of America

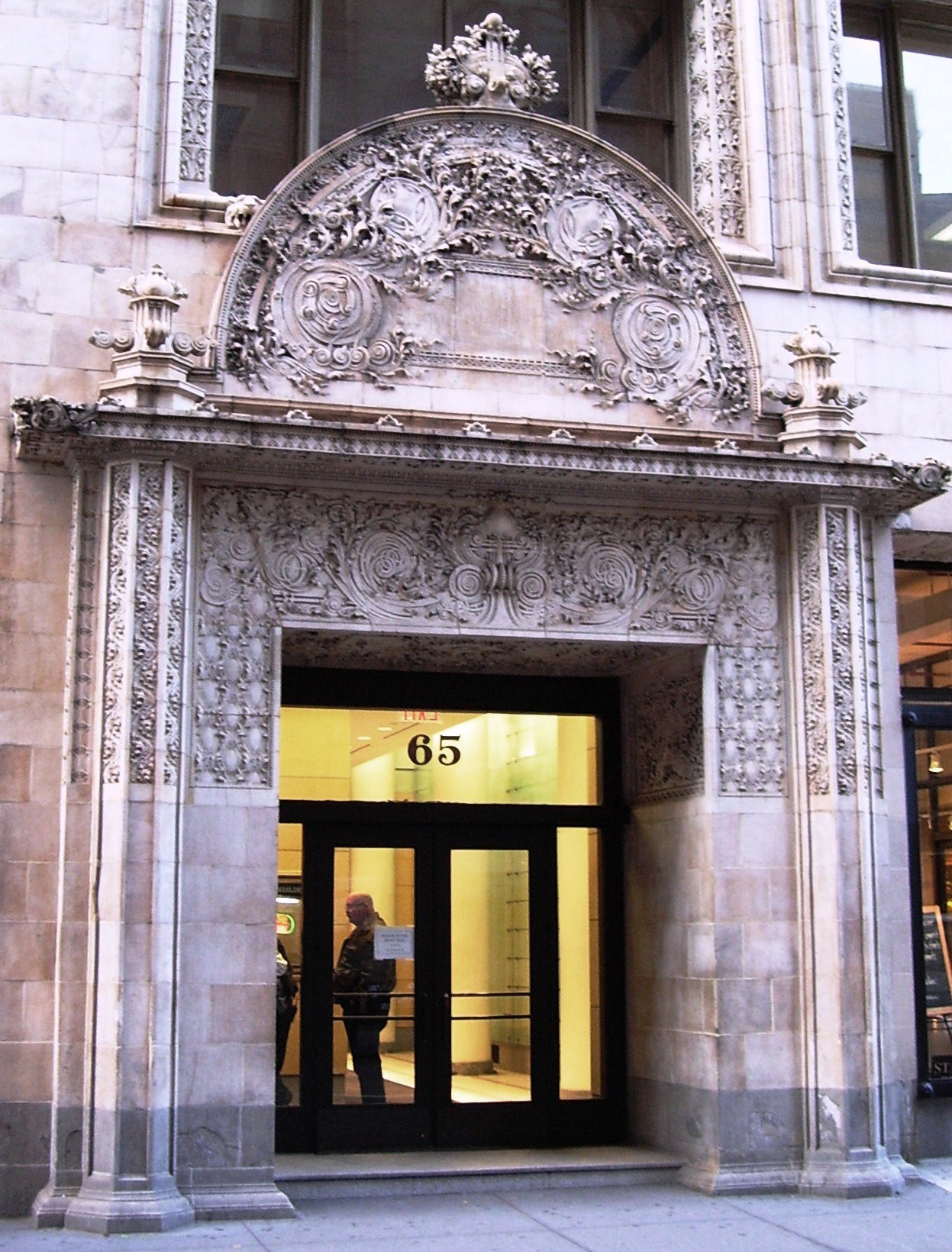
Sede a New York

Council of Fashion Designers of America, Inc. (CFDA) è una associazione di categoria senza scopo di lucro, fondata nel 1962 da Eleanor Lambert, a cui sono affiliati oltre 450 stilisti statunitensi.
Il primo presidente del gruppo è stato Sydney Wragge, fino al 1965. Da giugno 2019 è presidente Tom Ford, che ha succeduto Diane von Fürstenberg, presidente per 13 anni; Steven Kolb è il direttore esecutivo dal 2006. 
Il CFDA promuove il design della moda come parte della cultura e dell'arte americana, organizzando eventi annuali fra cui il CFDA Fashion Awards, con cui vengono premiate le personalità che si sono distinte nel campo della moda. Inoltre il CFDA promuove iniziative educative per fornire supporto e risorse agli studenti degli istituti superiodi, aiutando anche i giovani stilisti nelle prime fasi della carriera.

## CFDA Fashion Award
I primi premi rilasciati dall'Associazione sono stati nel 1984 con un premio alla carriera allo stilista James Galanos. Successivamente sono state definite differenti categorie di premiazione che sono stati uniformate alla fine degli anni Novanta. 
Attualmente sono quattro le categorie principali:
- Miglior stilista di abbigliamento femminile (Womernswear Designer of th Year)
- Miglior stilista di abbigliamento maschile (Menswear Designer of the Year)
- Miglior stilista emergente (Emerging Designer of the Year)
- Miglior stilista di accessori (Accessory Designer of the Year)

A queste categorie, ogni anno si affiancano altri premi intitolati a membri dell'industria della moda, tra tutti il premio alla carriera, Lifetime Achievement Award, (intitolato a Geoffrey Beene) e il premio internazionale, International Award, (destinato a stilisti non statunitensi, intitolato a Valentino Garavani e Giancarlo Giammetti).
La seguente è una lista dei vincitori del CFDA Award, annunciati ogni anno dalla sede del Consiglio al Lincoln Center. Per la loro importanza nel settore, ad essi spesso si fa riferimento col nome "Oscar della moda".
| Anno | Abbigliamento femminile                               | Abbigliamento maschile                         | Emergente                                                                    | Accessori                                         | Internazionale                                       | Carriera                    | Note   |
| ---- | ----------------------------------------------------- | ---------------------------------------------- | ---------------------------------------------------------------------------- | ------------------------------------------------- | ---------------------------------------------------- | --------------------------- | ------ |
| 1984 | –                                                     | –                                              | –                                                                            | –                                                 | –                                                    | James Galanos               |        |
| 1985 | –                                                     | –                                              | –                                                                            | –                                                 | –                                                    | Katharine Hepburn           |        |
| 1986 | –                                                     | –                                              | –                                                                            | –                                                 | –                                                    | Bill Blass                  |        |
| 1987 | –                                                     | Ronaldus Shamask                               | Marc Jacobs                                                                  | –                                                 | –                                                    | Giorgio Armani              |        |
| 1988 | –                                                     | Bill Robinson                                  | –                                                                            | –                                                 | –                                                    | Nancy Reagan Richard Avedon |        |
| 1989 | Isaac Mizrahi                                         | Joseph Abboud                                  | –                                                                            | –                                                 | –                                                    | Oscar de la Renta           |        |
| 1990 | Donna Karan                                           | Joseph Abboud                                  | Christian Francis Roth                                                       | –                                                 | –                                                    | Martha Graham               |        |
| 1991 | Isaac Mizrahi                                         | Roger Forsythe                                 | –                                                                            | –                                                 | Karl Lagerfeld (Chanel)                              | Ralph Lauren                |        |
| 1996 | –                                                     | –                                              | (f) Daryl Kerrigan                                                           | –                                                 | –                                                    | –                           |        |
| 1997 | Marc Jacobs                                           | John Bartlett                                  | –                                                                            | –                                                 | John Galliano (Dior)                                 | Geoffrey Beene              |        |
| 1999 | Michael Kors                                          | Calvin Klein                                   | –                                                                            | –                                                 | Yohji Yamamoto                                       | Yves Saint Laurent          |        |
| 2000 | Oscar de la Renta                                     | Helmut Lang                                    | (f) Miguel Adrover                                                           | –                                                 | Jean-Paul Gaultier                                   | Valentino                   |        |
| 2000 | Oscar de la Renta                                     | Helmut Lang                                    | (m) John Varvatos                                                            | –                                                 | Jean-Paul Gaultier                                   | Valentino                   |        |
| 2001 | Tom Ford                                              | John Varvatos                                  | (f) Daphne Gutierrez e Nicole Noselli (Bruce)                                | –                                                 | Nicolas Ghesquière (Balenciaga)                      | Calvin Klein                |        |
| 2001 | Tom Ford                                              | John Varvatos                                  | (m) William Reid                                                             | –                                                 | Nicolas Ghesquière (Balenciaga)                      | Calvin Klein                |        |
| 2002 | Narciso Rodriguez                                     | Marc Jacobs                                    | Rick Owens                                                                   | Tom Ford                                          | Hedi Slimane (Dior Homme)                            | Karl Lagerfeld              | [ 5 ]  |
| 2003 | Narciso Rodriguez                                     | Michael Kors                                   | Lazaro Hernandez e Jack McCollough (Proenza Schouler)                        | –                                                 | Alexander McQueen                                    | Anna Wintour                |        |
| 2004 | Carolina Herrera                                      | Sean Combs (Sean John)                         | Zac Posen                                                                    | –                                                 | Miuccia Prada                                        | Donna Karan                 |        |
| 2005 | Vera Wang                                             | John Varvatos                                  | (f) Derek Lam                                                                | Marc Jacobs                                       | Alber Elbaz (Lanvin)                                 | Diane von Fürstenberg       | [ 6 ]  |
| 2005 | Vera Wang                                             | John Varvatos                                  | (m) Alexandre Plokhov (Cloak)                                                | Marc Jacobs                                       | Alber Elbaz (Lanvin)                                 | Diane von Fürstenberg       | [ 6 ]  |
| 2006 | Francisco Costa (Calvin Klein)                        | Thom Browne                                    | (f) Doo-Ri Chung                                                             | Tom Binns                                         | Olivier Theyskens (Rochas)                           | Stan Herman                 | [ 7 ]  |
| 2006 | Francisco Costa (Calvin Klein)                        | Thom Browne                                    | (m) Jeff Halmos, Josia Lamberto-Egan, Sam Shipley e John Whitledge (Trovata) | Tom Binns                                         | Olivier Theyskens (Rochas)                           | Stan Herman                 | [ 7 ]  |
| 2007 | Oscar de la Renta                                     | Ralph Lauren                                   | (f) Phillip Lim                                                              | Derek Lam                                         | Pierre Cardin                                        | Robert Lee Morris           | [ 8 ]  |
| 2007 | Lazaro Hernandez e Jack McCollough (Proenza Schouler) | Ralph Lauren                                   | (m) David Neville e Marcus Wainwright (Rag & Bone)                           | Derek Lam                                         | Pierre Cardin                                        | Robert Lee Morris           | [ 8 ]  |
| 2008 | Francisco Costa (Calvin Klein)                        | Tom Ford                                       | (f) Kate e Laura Mulleavy                                                    | Philip Crangi                                     | Dries van Noten                                      | Carolina Herrera            |        |
| 2008 | Francisco Costa (Calvin Klein)                        | Tom Ford                                       | (m) Scott Sternberg (Band of Outsiders)                                      | Philip Crangi                                     | Dries van Noten                                      | Carolina Herrera            |        |
| 2009 | Kate e Laura Mulleavy (Rodarte)                       | Scott Sternberg (Band of Outsiders)            | Alexander Wang                                                               | Justin Giunta (Subversive Jewelry)                | Marc Jacobs (Louis Vuitton)                          | Anna Sui                    |        |
| 2009 | Kate e Laura Mulleavy (Rodarte)                       | Italo Zucchelli (Calvin Klein)                 | Alexander Wang                                                               | Justin Giunta (Subversive Jewelry)                | Marc Jacobs (Louis Vuitton)                          | Anna Sui                    |        |
| 2010 | Marc Jacobs                                           | Marcus Wainwright e David Neville (Rag & Bone) | (f) Jason Wu                                                                 | Alexander Wang                                    | Christopher Bailey (Burberry)                        | Michael Kors                |        |
| 2010 | Marc Jacobs                                           | Marcus Wainwright e David Neville (Rag & Bone) | (m) Richard Chai                                                             | Alexander Wang                                    | Christopher Bailey (Burberry)                        | Michael Kors                |        |
| 2011 | Lazaro Hernandez e Jack McCollough (Proenza Schouler) | Michael Bastian                                | (f) Prabal Gurung                                                            | Eddie Borgo                                       | Phoebe Philo (Céline)                                | Marc Jacobs                 |        |
| 2011 | Lazaro Hernandez e Jack McCollough (Proenza Schouler) | Michael Bastian                                | (m) Robert Geller                                                            | Eddie Borgo                                       | Phoebe Philo (Céline)                                | Marc Jacobs                 |        |
| 2012 | Mary-Kate e Ashley Olsen (The Row)                    | Billy Reid                                     | (f) Joseph Altuzarra                                                         | Tabitha Simmons                                   | Rei Kawakubo (Comme des Garçons)                     | Tommy Hilfiger              |        |
| 2012 | Mary-Kate e Ashley Olsen (The Row)                    | Billy Reid                                     | (m) Phillip Lim                                                              | Tabitha Simmons                                   | Rei Kawakubo (Comme des Garçons)                     | Tommy Hilfiger              |        |
| 2013 | Lazaro Hernandez e Jack McCollough (Proenza Schouler) | Thom Browne                                    | (f) Juan Carlos Obando                                                       | Marc Alary                                        | Riccardo Tisci (Givenchy)                            | Vera Wang                   |        |
| 2013 | Lazaro Hernandez e Jack McCollough (Proenza Schouler) | Thom Browne                                    | (m) Dao-Yi Chow e Maxwell Osborne (Public School)                            | Marc Alary                                        | Riccardo Tisci (Givenchy)                            | Vera Wang                   |        |
| 2014 | Joseph Altuzarra                                      | Dao-Yi Chow e Maxwell Osborne (Public School)  | (f) Shane Gabier e Christopher Peters (Creatures of the Wind)                | Irene Neuwirth                                    | Raf Simons (Dior)                                    | Tom Ford                    |        |
| 2014 | Joseph Altuzarra                                      | Dao-Yi Chow e Maxwell Osborne (Public School)  | (m) Tim Coppens                                                              | Irene Neuwirth                                    | Raf Simons (Dior)                                    | Tom Ford                    |        |
| 2015 | Mary-Kate e Ashley Olsen (The Row)                    | Tom Ford                                       | (f) Rosie Assoulin                                                           | Rachel Mansur e Floriana Gavriel (Mansur Gavriel) | Maria Grazia Chiuri e Pierpaolo Piccioli (Valentino) | Betsey Johnson              |        |
| 2015 | Mary-Kate e Ashley Olsen (The Row)                    | Tom Ford                                       | (m) Shayne Oliver (Hood By Air)                                              | Rachel Mansur e Floriana Gavriel (Mansur Gavriel) | Maria Grazia Chiuri e Pierpaolo Piccioli (Valentino) | Betsey Johnson              |        |
| 2016 | Marc Jacobs                                           | Thom Browne                                    | (f) Brandon Maxwell                                                          | Paul Andrew                                       | Alessandro Michele (Gucci)                           | Norma Kamali                |        |
| 2016 | Marc Jacobs                                           | Thom Browne                                    | (m) Alex, Matthew e Samantha Orley                                           | Paul Andrew                                       | Alessandro Michele (Gucci)                           | Norma Kamali                |        |
| 2017 | Raf Simons (Calvin Klein)                             | Raf Simons (Calvin Klein)                      | Laura Kim e Fernando Garcia (Monse)                                          | Stuart Vevers (Coach)                             | Demna Gvasalia (Balenciaga/Vetements)                | Rick Owens                  | [ 9 ]  |
| 2018 | Raf Simons (Calvin Klein)                             | James Jebbia (Supreme NYC)                     | Sander Lak (Sies Marjan)                                                     | Mary-Kate e Ashley Olsen (The Row)                | Donatella Versace                                    | Narciso Rodriguez           | [ 10 ] |
| 2019 | Brandon Maxwell                                       | Rick Owens                                     | Emily Adams Bode                                                             | Mary-Kate e Ashley Olsen (The Row)                | Sarah Burton (Alexander McQueen)                     | Bob Mackie                  | [ 11 ] |